# Lil Greenwood
Pour les articles homonymes, voir Greenwood.
Lil Greenwood (1924 – 2011) est une chanteuse américaine de rhythm and blues et de jazz, née le 18 novembre 1924 à Prichard, en Alabama, au nord de Mobile et morte le 19 juillet 2011.

## Carrière
En 1948, Lil Greenwood quitte l'Alabama pour Los Angeles. Au début des années 1950, elle fait partie du groupe de Roy Milton. Elle enregistre pour la maison de disques Modern, accompagnée notamment par Camille Howard, puis pour Federal des titres de rhythm and blues dans un style de chant influencé par le gospel. 
À la fin des années 1950, elle est engagée par Duke Ellington. Elle chante pendant plusieurs années dans son orchestre, puis dans celui de Mercer Ellington.
En 2007, elle a enregistré un album à Mobile, « Back to My Roots ».

## Discographie

### Singles
- Monday Morning (Federal Records)
- My Last Hour (Federal Records)

### Albums
- Back to My Roots (2007)

### Compilations
- Walking and Singing the Blues (Ace Records)